# Podosoje (gmina Runovići)
Podosoje – wieś w Chorwacji, w żupanii splicko-dalmatyńskiej, w gminie Runovići. W 2011 roku liczyła 40 mieszkańców.